# Hamelin
|  | Aquest article tracta sobre el municipi francès. Si cerqueu la ciutat d'Alemanya, vegeu «Hamelín». |

Hamelin és un municipi francès al departament de la Manche (regió de Normandia). L'any 2007 tenia 116 habitants.

## Demografia

### Població
El 2007 la població de fet de Hamelin era de 116 persones. Hi havia 48 famílies de les quals 12 eren unipersonals (8 homes vivint sols i 4 dones vivint soles), 16 parelles sense fills i 20 parelles amb fills.
La població ha evolucionat segons el següent gràfic:

### Habitatges
El 2007 hi havia 76 habitatges, 47 eren l'habitatge principal de la família, 18 eren segones residències i 11 estaven desocupats. 71 eren cases i 3 eren apartaments. Dels 47 habitatges principals, 34 estaven ocupats pels seus propietaris, 11 estaven llogats i ocupats pels llogaters i 2 estaven cedits a títol gratuït; 9 tenien tres cambres, 13 en tenien quatre i 26 en tenien cinc o més. 35 habitatges disposaven pel capbaix d'una plaça de pàrquing. A 28 habitatges hi havia un automòbil i a 17 n'hi havia dos o més.

### Piràmide de població
La piràmide de població per edats i sexe el 2009 era:
| Homes | Edats   | Dones |
| ----- | ------- | ----- |
| 0     | 95 o +  | 0     |
| 0     | 90 a 94 | 4     |
| 0     | 85 a 89 | 0     |
| 0     | 80 a 84 | 4     |
| 8     | 75 a 79 | 0     |
| 4     | 70 a 74 | 8     |
| 0     | 65 a 69 | 12    |
| 0     | 60 a 64 | 0     |
| 0     | 55 a 59 | 0     |
| 4     | 50 a 54 | 4     |
| 4     | 45 a 49 | 0     |
| 4     | 40 a 44 | 4     |
| 8     | 35 a 39 | 0     |
| 8     | 30 a 34 | 8     |
| 0     | 25 a 29 | 4     |
| 4     | 20 a 24 | 8     |
| 4     | 15 a 19 | 0     |
| 4     | 10 a 14 | 4     |
| 4     | 5 a 9   | 8     |
| 4     | 0 a 4   | 8     |

## Economia
El 2007 la població en edat de treballar era de 67 persones, 53 eren actives i 14 eren inactives. De les 53 persones actives 49 estaven ocupades (31 homes i 18 dones) i 4 estaven aturades (3 homes i 1 dona). De les 14 persones inactives 4 estaven jubilades, 4 estaven estudiant i 6 estaven classificades com a «altres inactius».
Activitats econòmiques
Dels 3 establiments que hi havia el 2007, 1 era d'una empresa alimentària i 2 d'empreses de construcció.
L'únic servei als particulars que hi havia el 2009 era un guixaire pintor.
L'any 2000 a Hamelin hi havia 13 explotacions agrícoles que ocupaven un total de 310 hectàrees.

## Poblacions properes
El següent diagrama mostra les poblacions més properes.